# Лаффо
Лаффо (фр. Laffaux) — коммуна во Франции, находится в регионе Пикардия. Департамент коммуны — Эна. Входит в состав кантона Фер-ан-Тарденуа. Округ коммуны — Суасон.
Код INSEE коммуны — 02400.

## Население
Население коммуны на 2010 год составляло 147 человек.
| 1962 | 1968 | 1975 | 1982 | 1990 | 1999 | 2010 |
| ---- | ---- | ---- | ---- | ---- | ---- | ---- |
| 137  | 139  | 148  | 130  | 144  | 145  | 147  |

## Экономика
В 2010 году среди 101 человека трудоспособного возраста (15—64 лет) 75 были экономически активными, 26 — неактивными (показатель активности — 74,3 %, в 1999 году было 73,6 %). Из 75 активных жителей работали 70 человек (37 мужчин и 33 женщины), безработных было 5 (3 мужчин и 2 женщины). Среди 26 неактивных 7 человек были учениками или студентами, 12 — пенсионерами, 7 были неактивными по другим причинам.